# Shonn Greene
Shonn Greene (Sicklerville, 21 agosto 1985) è un ex giocatore di football americano statunitense che ha militato nel ruolo di running back nella National Football League (NFL). Fu scelto nel corso del terzo giro (65º assoluto) del Draft NFL 2009 dai New York Jets. Al college ha giocato a football all’Università dell'Iowa.

## Carriera

### New York Jets

#### 2009-2010
Greene fu scelto nel corso del terzo giro del Draft 2009 dai New York Jets. Nella sua stagione da rookie, Greene disputò la sua prima grande gara nella settimana 7 contro gli Oakland Raiders, in cui corse 144 yard e segnò due touchdown nella vittoria 38-0. La sua stagione da rookie si concluse con 14 presenze, nessuna delle quali come titolare, con 540 yard corse e 2 touchdown segnati.
Il 27 dicembre 2009, Greene corse 16 volte per 95 yard nella vittoria sugli Indianapolis Colts. Il 9 gennaio 2010, Greene corse 135 yard e segnò un touchdown nella vittoria 24-14 nei playoff sui Cincinnati Bengals. La sua miglior gara della stagione giunse contro i San Diego Chargers nel divisional round dei playoff. Greene corse 23 time per 128 yard e segnò un touchdown da 53 yardnel quarto periodo, consentendo ai Jets di arrivare alla loro prima finale della AFC dal 1998.

#### 2011
Il 5 giugno 2011, il coordinatore offensivo dei Jets Brian Schottenheimer annunciò che Greene sarebbe stato il running back titolare nella stagione 2011, con LaDainian Tomlinson nel ruolo di terza scelta. Shonn superò per la prima volta quota mille yard corse in stagione disputando tutte le 16 partite tranne una come titolare e segnando un primato in carriera di 6 touchdown.

#### 2012
Nella prima settimana della stagione 2012, nella netta vittoria sui Buffalo Bills, Greene corse 94 yard e segnò il primo touchdown dell'anno. Nella vittoria della settimana 6 sui Colts, Shonn giocò una grandissima partita, correndo 161 yard e segnando 3 touchdown, divenendo il primo giocatore della storia dei Jets a superare le 150 yard corse in una partita segnando anche 3 touchdown. Per questa prestazione, il giocatore vinse per la prima volta in carriera il premio di miglior running back della settimana.
Nell'ottavo turno della stagione, i Jets persero coi Dolphins con il giocatore che corse 77 yard su 15 tentativi. Nella vittoria della settimana 14, Greene pareggiò il suo primato dell'anno precedente segnando il suo sesto touchdown nella vittoria sui Jacksonville Jaguars. Due settimane dopo ne segnò altri due contro i San Diego Chargers.

### Tennessee Titans
Dopo essere diventato free agent, il 13 marzo 2013 Green firmò un contratto triennale coi Titans del valore di 10 milioni di dollari. Il primo touchdown con la nuova maglia lo segnò nella vittoria della settimana 9 contro i St. Louis Rams. Altri due li segnò nella settimana 14 contro i Denver Broncos. Nella settimana 16 contro i Jaguars segnò il quarto stagionale, interrompendo una striscia di tre sconfitte consecutive dei Titans. La sua stagione si concluse con un minimo in carriera di 295 yard corse in 11 presenze, nessuna delle quali come titolare
Il primo touchdown del 2014, Greene lo segnò nella sconfitta della settimana 3 contro i Bengals. La sua annata si chiuse con 392 yard corse, secondo nella squadra, e 2 touchdown su corsa, primo con Bishop Sankey nella stagione dei Titans che terminarono col peggior record della lega. A fine anno si ritirò.

## Palmarès
- Running back della settimana: 1

6ª del 2012
- Doak Walker Award - 2008